# Niklas Streimelweger
Niklas Michael Streimelweger (* 9. Mai 2000 in Melk) ist ein österreichischer Fußballspieler.

## Karriere
Streimelweger begann seine Karriere beim 1. FC Leonhofen. Zur Saison 2013/14 wechselte er in die Jugend des FC Admira Wacker Mödling. Ab der Saison 2014/15 spielte er bei der Admira auch in der Akademie, in der er bis zum Ende der Saison 2018/19 sämtliche Altersstufen durchlief. Im April 2019 debütierte er für die Amateure der Admira in der Regionalliga. In der Saison 2018/19 kam er zu sieben Regionalligaeinsätzen. In der COVID-bedingt abgebrochenen Saison 2019/20 absolvierte er sechs Partien, in der ebenfalls abgebrochenen Spielzeit 2020/21 kam er nicht mehr zum Einsatz.
Im August 2021 wechselte der Innenverteidiger innerhalb der Regionalliga zum SC Neusiedl am See. Für die Burgenländer kam er bis zur Winterpause zehnmal zum Einsatz. Im Jänner 2022 schloss er sich dem Zweitligisten SKN St. Pölten an. Sein Debüt in der 2. Liga gab er im März 2022, als er am 19. Spieltag der Saison 2021/22 gegen den SV Horn in der Startelf stand. Für den SKN kam er bis Saisonende zu fünf Zweitligaeinsätzen. Nach der Saison 2021/22 verließ er den Verein wieder und wechselte zum Regionalligisten Wiener Sport-Club.